# ويلي باول
ويلي باول (بالإنجليزية: Willy Paul)‏ هو مغني كيني، ولد في 4 فبراير 1993 في Mathare ‏ في كينيا.